# Fachempfehlungen zur Rechnungslegung
Die Fachempfehlungen zur Rechnungslegung sind schweizerische Rechnungslegungsnormen, die von der SIX Exchange Regulation anerkannt sind und im privaten sowie öffentlich-rechtlichen Bereich eine grosse Verbreitung haben. Seit dem 1. Januar 2015 müssen kotierte Publikumsgesellschaften zusätzlich Swiss GAAP FER 31 «Ergänzende Fachempfehlungen für kotierte Unternehmen» einhalten. Die Rechnungslegung nach Swiss GAAP FER vermittelt eine getreue Darstellung der Vermögens-, Finanz- und Ertragslage (true and fair view, fair presentation).

## Historie
Mitte der 1980er-Jahre lancierte die Schweizer Treuhand-Kammer (Berufsverband der Wirtschaftsprüfer, Steuer- und Treuhandexperten) auf Initiative des inzwischen emeritierten HSG-Professors André Zünd die Idee der Gründung einer unabhängigen Institution, die sich mit der Weiterentwicklung von Rechnungslegungsstandards in der Schweiz befassen sollte. Erklärtes Ziel war (und ist es immer noch), die Vergleichbarkeit der Jahresrechnungen zu fördern und den Informationsgehalt sowie das Konzept der Rechnungslegung in der Schweiz dem international üblichen Niveau anzunähern.

## Anwender
Die Swiss GAAP FER fokussieren sich gemäss eigenen Angaben auf die Rechnungslegung kleiner und mittelgrosser Organisationen und Unternehmensgruppen mit nationaler Ausstrahlung. Zu den weiteren Anwendern gehören auch Non-Profit-Organisationen und Pensionskassen. Diesen Organisationen wird ein taugliches Gerüst für eine aussagekräftige Rechnungslegung bereitgestellt, das ein den tatsächlichen Verhältnissen entsprechendes Bild der Vermögens-, Finanz- und Ertragslage (True and Fair View) vermittelt. Auch soll die Kommunikation mit Investoren, Banken und anderen interessierten Kreisen gefördert werden. Gleichzeitig wird die Vergleichbarkeit der Jahresrechnungen zwischen den Organisationen sowie über die Zeit erleichtert.

## Konzept
Das Konzept ist modular aufgebaut und besteht aus folgenden Bausteinen:
- dem Rahmenkonzept;
- den Kern-FER;
- weiteren Standards;
- Swiss GAAP FER 30 für Konzerngruppen bzw. die Swiss GAAP FER 31 für kotierte Unternehmen.

Grundsätzlich ist das gesamte Regelwerk, die Swiss GAAP FER einzuhalten. Kleine Organisationen, die zwei der nachstehenden Kriterien in zwei aufeinanderfolgenden Jahren nicht überschreiten, können sich auf die Anwendung der Kern-FER beschränken:
- Bilanzsumme von CHF 10 Millionen,
- Jahresumsatz von CHF 20 Millionen
- 50 Vollzeitstellen im Jahresdurchschnitt[1].

Konzerngruppen haben zusätzlich Swiss GAAP FER 30 «Konzernrechnung» anzuwenden, während kotierte Publikumsgesellschaften zusätzlich Swiss GAAP FER 31 «Ergänzende Fachempfehlungen für kotierte Unternehmen» beachten müssen.

### Kern-FER (Rahmenkonzept und Swiss GAAP FER 1-6)
Die Kern-FER umfassen die folgenden Swiss GAAP FER:
- Rahmenkonzept (Swiss GAAP FER Rahmenkonzept)
- Grundlagen (Swiss GAAP FER 1)
- Bewertung (Swiss GAAP FER 2)
- Darstellung und Gliederung (Swiss GAAP FER 3)
- Geldflussrechnung (Swiss GAAP FER 4)
- Ausserbilanzgeschäfte (Swiss GAAP FER 5)
- Anhang (Swiss GAAP FER 6)

Die Einhaltung der Kern-FER erlaubt einen zuverlässigen Einblick in die Vermögens-, Finanz- und Ertragslage. Es sind nicht alle Anforderungen an die Bemessung und Offenlegung zu erfüllen, wie sie bei einem Abschluss nach Swiss GAAP FER verlangt werden.
| Konzept | Rahmenkonzept Das für sämtliche Unternehmen verbindliche Rahmenkonzept legt die Prinzipien dar, die der Rechnungslegung nach Swiss GAAP FER zugrunde liegen. Das Rahmenkonzept umfasst insbesondere folgende Elemente: Zweck und Inhalt, Zielsetzung der Jahresrechnung, Grundlagen der Jahresrechnung, zulässige Bewertungskonzepte und qualitative Anforderungen. Zudem werden die Grundsätze der Swiss GAAP FER bezeichnet und das Verhältnis zum Steuerrecht erläutert. |
| FER 1   | Grundlagen In diesem Standard werden das Verfahren, der Zweck der Rechnungslegung und die Grundsätze nach Swiss GAAP FER geregelt. Letztere sind: - Förderung einer aussagekräftigen Rechnungslegung - True & Fair View als Fundament - Prinzipienorientierte Fachempfehlungen mit einem generell gültigen Rahmenkonzept - Gewährung von Wahlrechten; Offenlegung der gewählten Methoden - Schaffung günstiger Voraussetzungen für einen allfälligen Übergang zu internationalen Standards. Grundsätzlich ist das gesamte Regelwerk, die Swiss GAAP FER einzuhalten. Kleine Organisationen, die zwei der nachstehenden Kriterien in zwei aufeinanderfolgenden Jahren nicht überschreiten, können sich auf die Anwendung der Kern-FER beschränken 1. Bilanzsumme von CHF 10 Millionen 2. Jahresumsatz von CHF 20 Millionen 3. 50 Vollzeitstellen im Jahresdurchschnitt. |
| FER 2   | Bewertung Swiss GAAP FER 2 «Bewertung» enthält die Bewertungsrichtlinien. Dabei werden die Bewertungsgrundsätze für einzelne Bilanzpositionen detailliert erläutert und die Behandlung allfälliger Wertbeeinträchtigungen geregelt. Zudem sind Fremdwährungstransaktionen sowie die Entstehung und Erfassung latenter Ertragssteuern behandelt. |
| FER 3   | Darstellung und Gliederung Es ist Aufgabe der Swiss GAAP FER 3 «Darstellung und Gliederung», ein verbindliches (Mindest-)Gliederungsschema sowohl für die Bilanz als auch die Erfolgsrechnung vorzugeben. Die Aktivseite der Bilanz umfasst verschiedene, explizit erwähnte Positionen des Umlauf- und Anlagevermögens. Die Passivseite unterteilt sich in kurzfristiges bzw. langfristiges Fremdkapital und Eigenkapital. Die Erfolgsrechnung kann entweder nach dem Gesamtkosten- oder dem Umsatzkostenverfahren aufgestellt werden. |
| FER 4   | Geldflussrechnung Swiss GAAP FER 4 «Geldflussrechnung» behandelt den Geldfluss durch Ein- und Auszahlungen. Zulässig sind die Fonds «Flüssige Mittel» und «Netto-flüssige Mittel». Die Geldflussrechnung wird in Ein- und Auszahlungen aus Betriebs-, Investitions- und Finanzierungstätigkeit unterteilt. Die Fachempfehlung verlangt zudem die Offenlegung von nichtliquiditätswirksamen Sachverhalten und beinhaltet umfangreiche Erläuterungen zur Darstellung. |
| FER 5   | Ausserbilanzgeschäfte Verpflichtungen des Unternehmens, welche keinen unmittelbaren Niederschlag in der Bilanz finden, werden in Swiss GAAP FER 5 «Ausserbilanzgeschäfte» geregelt. Besondere Beachtung finden Eventualverpflichtungen und Zusagen zugunsten Dritter. (Von den Kern-FER ausgeklammert und in den weiteren FER separat behandelt werden Derivate). |
| FER 6   | Anhang In Swiss GAAP FER 6 «Anhang» sind die offenzulegenden Angaben, insbesondere die angewendeten Bewertungsgrundlagen und die Bewertungsgrundsätze, aufgezählt. |

### Weitere Swiss GAAP FER (Swiss GAAP FER 10-31, ohne FER 21, 26, 40 und 41)
Die Kern-FER und die weiteren Swiss GAAP FER gelten sowohl für die Einzelabschlüsse als auch für Konzernabschlüsse. Alle Fragen, welche nur die Konzernrechnung betreffen, werden in Swiss GAAP FER 30 «Konzernrechnung» separat geregelt. Swiss GAAP FER 30 ist deshalb auch nur für Unternehmensgruppen relevant. Mit der Swiss GAAP FER 30 werden Unsicherheiten, inwieweit sich Empfehlungen auf einzelne Organisationen oder auf Konzerne beziehen, beseitigt. Kotierte Publikumsgesellschaften müssen zusätzlich Swiss GAAP FER 31 «Ergänzende Fachempfehlungen für kotierte Unternehmen» einhalten.
| FER 10 | Immaterielle Werte Die Behandlung von immateriellen Werten ist in Swiss GAAP FER 10 «Immaterielle Werte» geregelt. Dabei wird zwischen erworbenen und selbst erarbeiteten immateriellen Werten unterschieden. Die Fachempfehlung enthält für die Aktivierung von selbst erarbeiteten immateriellen Werten vier Bedingungen, welche kumulativ erfüllt sein müssen. Die Abschreibung immaterieller Werte soll systematisch über die zukünftige Nutzungsdauer erfolgen. Sofern diese nicht eindeutig bestimmt werden kann, erfolgt die Abschreibung über fünf, in begründeten Fällen höchstens über 20 Jahre. Immaterielle Werte sind zudem periodisch auf ihre Werthaltigkeit zu prüfen. Die Fachempfehlung definiert die im Anhang offenzulegenden Angaben. |
| FER 11 | Ertragssteuern Die Behandlung von Ertragssteuern ist Gegenstand von Swiss GAAP FER 11 «Ertragssteuern». Es wird zwischen laufenden und latenten Ertragssteuern unterschieden. Erstere sind zum effektiven Steuersatz zu berechnen und die entsprechende Steuerrückstellung separat in der Bilanz oder im Anhang auszuweisen. Die jährliche Abgrenzung der latenten Ertragssteuern basiert auf einer bilanzorientierten Sicht. Passive latente Ertragssteuern sind unter den Rückstellungen, aktive latente Ertragssteuern unter den übrigen Aktiven gesondert auszuweisen. Der latente Ertragssteueraufwand ist in der Erfolgsrechnung separat zu zeigen. |
| FER 13 | Leasinggeschäfte Swiss GAAP FER 13 «Leasinggeschäfte» regelt die Darstellung der Leasinggeschäfte durch Leasingnehmer. Es wird unterschieden zwischen Finanzierungsleasing und operativem Leasing. Beim Finanzierungsleasing wird die wirtschaftliche Betrachtungsweise angewendet. Daher sind die vier in der Fachempfehlung aufgeführten Kriterien qualitativer Natur. Finanzierungsleasing wird in der Konzernbilanz erfasst und ist separat auszuweisen. Operatives Leasing wird nicht bilanziert und ist im Anhang offenzulegen. Der Gewinn aus dem Verkauf von Sachanlagen verbunden mit der Rücknahme durch ein Finanzierungsleasing ist abzugrenzen und über die Dauer des Leasingsvertrags aufzulösen. Ein Verlust aus dem Verkauf von Sachanlagen durch ein Finanzierungsleasing ist sofort dem Periodenergebnis zu belasten. |
| FER 15 | Transaktionen mit nahe stehenden Personen Die Offenlegung von Angaben, die Transaktionen mit nahe stehenden Personen betreffen, wird in Swiss GAAP FER 15 geregelt. Die Definition von nahe stehenden Personen stützt sich auf den bedeutenden Einfluss, welche jene auf finanzielle oder operative Entscheidungen der berichtenden Unternehmung ausüben können. Neben Bestandesgrössen (Guthaben / Verbindlichkeiten) sind auch wesentliche Transaktionen offenzulegen. |
| FER 16 | Vorsorgeverpflichtung Diese Fachempfehlung behandelt die Rechnungslegung über die tatsächlichen wirtschaftlichen Auswirkungen von Vorsorgeverpflichtungen auf die Organisation (Arbeitgeber). Unter Vorsorgeverpflichtungen werden alle Verpflichtungen aus Vorsorgeplänen und Vorsorgeeinrichtungen verstanden, welche Leistungen für Ruhestand, Todesfall oder Invalidität vorsehen. Da in der Schweiz die Personalvorsorge verselbständigt sein muss, wird in der Empfehlung zur Vereinfachung der Begriff Vorsorgeeinrichtung verwendet. Die Fachempfehlung richtet sich nicht an die Vorsorgeeinrichtungen selbst. Mit der Erfassung der tatsächlichen wirtschaftlichen Auswirkungen der Vorsorgeeinrichtungen durch die Organisation ist keine rechtsverbindliche Wirkung zu Gunsten oder zu Lasten einer Vorsorgeeinrichtung verbunden. Die Darstellung der tatsächlichen wirtschaftlichen Auswirkungen aus Vorsorgeverpflichtungen bedingt die Klärung, ob im Zeitpunkt des Bilanzstichtags zusätzlich zu den berücksichtigten Beitragsleistungen der Organisation und den damit zusammenhängenden Abgrenzungen, weitere Aktiven (wirtschaftlicher Nutzen) oder Passiven (wirtschaftliche Verpflichtungen) bestehen. Die Fachempfehlung verlangt die Erfassung der Differenz zwischen den jährlich ermittelten wirtschaftlichen Nutzen bzw. Verpflichtungen in der Erfolgsrechnung. Seit dem 1. Januar 2005 erstellen schweizerische Personalvorsorgeeinrichtungen ihre Jahresrechnung gemäss Swiss GAAP FER 26. Diese Jahresrechnungen weisen vorhandene Über- und Unterdeckungen sowie gesondert bestehende Arbeitgeberbeitragsreserven von Organisationen aus und bilden zusammen mit vertraglichen Regelungen eine geeignete Grundlage für die notwendigen Beurteilungen. Zusätzliche Berechnungen seitens der Organisation sind deshalb nicht notwendig, können jedoch im Sinne einer Option entsprechend international anerkannter Regelwerke erstellt und verwendet werden. |
| FER 17 | Vorräte Swiss GAAP FER 17 «Vorräte» sieht eine Bewertung der Vorräte zu Anschaffungs- bzw. Herstellungskosten oder zum (tieferen) realisierbaren Veräusserungswert vor. Diese Kosten umfassen sämtliche Aufwendungen, die angefallen sind, um die Vorräte an ihren derzeitigen Standort bzw. in ihren derzeitigen Zustand zu bringen. Es gilt zudem das Prinzip der Einzelbewertung. Als Bewertungsverfahren werden die Durchschnittsmethode ebenso wie FIFO oder LIFO namentlich erwähnt. Im Anhang sind u. a. die Bewertungsgrundsätze und -methoden offenzulegen. |
| FER 18 | Sachanlagen Swiss GAAP FER 18 «Sachanlagen» definiert Sachanlagen als körperlich bestehende Vermögenswerte, die zur Herstellung von Gütern, zur Erbringung von Dienstleistungen oder zu Anlagezwecken der Unternehmung zur Verfügung stehen. Es werden Kriterien zur Aktivierung festgelegt. Dabei ist das Prinzip der Einzelbewertung anzuwenden. Die Folgebewertung hat zu Anschaffungs- oder Herstellungskosten abzüglich planmässiger Abschreibungen (über die Nutzungsdauer) zu erfolgen. Die Werthaltigkeit der Sachanlagen ist nach den Vorschriften von Swiss GAAP FER 20 zu prüfen. Zu den Offenlegungen gehört auch ein detaillierter Sachanlagespiegel. Renditeliegenschaften können entweder zu aktuellen Werten oder zu Anschaffungswerten abzüglich Abschreibungen erfasst werden. |
| FER 20 | Wertbeeinträchtigungen Swiss GAAP FER 20 «Wertbeeinträchtigungen» regelt, zu welchem Zeitpunkt ein Werthaltigkeitstest durchzuführen ist, welche Methoden diesem zugrunde liegen und wie die Auswirkungen im Jahresabschluss zu erfassen sind. Liegen Anzeichen für eine Wertbeeinträchtigung vor, ist der erzielbare Wert des Vermögenswerts zu berechnen. Liegt dieser unter dem Buchwert, muss die Differenz als Wertbeeinträchtigung in der Erfolgsrechnung erfasst werden. Der erzielbare Wert ist der höhere von Netto-Marktwert (Verkaufspreis) und Nutzwert (Barwert der künftigen Geldflüsse). Die Bestimmung des erzielbaren Werts hat grundsätzlich auf Basis des einzelnen Vermögensgegenstands zu geschehen. Wo dieser für sich allein keine unabhängigen Zahlungsströme generiert, erfolgt die Berechnung auf Basis der kleinstmöglichen Gruppe von Vermögenswerten. Die Wertbeeinträchtigung ist erfolgswirksam zu erfassen und im Anhang zu erläutern. Die Veränderung der zugrundeliegenden Faktoren kann die vorgängig erfasste Wertbeeinträchtigung ganz oder teilweise aufheben. |
| FER 22 | Langfristige Aufträge Nach Swiss GAAP FER 22 «Langfristige Aufträge» sind langfristige Fertigungsaufträge grundsätzlich nach der Percentage of Completion-Methode (PoC-Methode) zu erfassen. Unter der Bedingung, dass die in Ziffer 4 aufgeführten Voraussetzungen kumulativ erfüllt sind, muss die PoC-Methode angewendet werden. Damit werden anteilige Gewinne über die Dauer des langfristigen Auftrags periodengerecht realisiert. Sind die Voraussetzungen nicht erfüllt, erfolgt eine Bilanzierung nach der Completed Contract-Methode (CC-Methode). Offenzulegen sind u. a. die angewendeten Rechnungslegungsgrundsätze für langfristige Aufträge, die zur Bestimmung des Fertigstellungsgrads angewendete Methode und der Betrag, welcher als Umsatz aufgrund der PoC-Methode erfasst wurde. |
| FER 23 | Rückstellung Swiss GAAP FER 23 «Rückstellungen» definiert Rückstellungen als eine auf einem Ereignis in der Vergangenheit begründete wahrscheinliche Verpflichtung, deren Höhe und / oder Fälligkeit ungewiss, aber schätzbar ist. Bestehende Rückstellungen sind auf jeden Bilanzstichtag neu zu beurteilen. Nicht mehr benötigte Rückstellungen sind aufzulösen. Es ist ein Rückstellungsspiegel zu erstellen, der Aufschluss über die einzelnen Bestandteile und deren Veränderungen gibt. |
| FER 24 | Eigenkapital und Transaktionen mit Aktionären Swiss GAAP FER 24 «Eigenkapital und Transaktionen mit Aktionären» regelt die Darstellung von Bestand bzw. Veränderungen des Eigenkapitals sowie die Behandlung von eigenen Aktien. Der Erwerb eigener Aktien wird zu Anschaffungskosten bilanziert. Die eigenen Aktien sind als Minusposten im Eigenkapital zu erfassen und separat ausgewiesen. Es findet keine Folgebewertung dieser Bestände statt. Mehr- oder Mindererlöse bei der späteren Veräusserung werden nicht erfolgswirksam, sondern als Zugang resp. Reduktion der Kapitalreserven (Agio) erfasst. Es ist zudem ein ausführlicher Eigenkapitalnachweis zu erstellen. |
| FER 27 | Derivate Finanzinstrumente Derivative Finanzinstrumente, welche die Definition von Aktivum oder Verbindlichkeit erfüllen, müssen in der Bilanz erfasst werden. Derivate Finanzinstrumente zu Handelszwecken sind zu aktuellen Werten zu bewerten; Wertänderungen werden im Periodenergebnis erfasst. Derivate zu Absicherungszwecken und Derivate, die weder zu Handels- oder Absicherungszwecken gehalten werden, können zu aktuellen Werten oder gemäss Niederstwertprinzip bewertet werden; daraus resultierende Wertänderungen sind im Periodenergebnis zu erfassen. Der Betrag offener Derivate ist im Anhang offenzulegen. Der Ausweis ist zu gliedern in Zinssätze, Devisen, Eigenkapitalinstrument/entsprechende Indizes und übrige Basiswerte. Der Zweck des Haltens von Derivativen Finanzinstrumenten ist offenzulegen. |
| FER 28 | Zuwendungen der öffentlichen Hand Zuwendungen der öffentlichen Hand sind in Swiss GAAP FER 28 definiert als der Ausgleich durch eine Institution der öffentlichen Hand für Leistungen oder Aufwendungen, welche im Rahmen der betrieblichen Tätigkeit der Organisation erbracht werden bzw. anfallen. Die Organisation erhält dadurch einen besonderen wirtschaftlichen Vorteil. Es wird zwischen vermögenswert- und erfolgsbezogenen, sowie monetären und nicht-monetären Zuwendungen der öffentlichen Hand unterschieden. Swiss GAAP FER 28 enthält Regelungen zum Ansatz, der Bewertung, dem Ausweis, Rückzahlungsverpflichtungen, der Darstellung in der Geldflussrechnung und zu Offenlegungen in Bezug auf Zuwendungen der öffentlichen Hand. |
| FER 30 | Konzernrechnung In Swiss GAAP FER 30 «Konzernrechnung» sind alle zusätzlichen Erfordernisse für den Konzernabschluss enthalten. Der Konsolidierungskreis wird definiert und die Behandlung von Tochter-, Gemeinschafts- und assoziierten Organisationen sowie von Beteiligungen wird geregelt. Goodwill ist grundsätzlich zu aktivieren und in der Regel über fünf Jahre (in begründeten Fällen höchstens 20 Jahre) abzuschreiben. Als Wahlrecht ist die Verrechnung des erworbenen Goodwills mit dem Eigenkapital zum Zeitpunkt des Erwerbs zulässig, wenn gleichzeitig im Anhang die Auswirkungen einer theoretischen Aktivierung auf Eigenkapital und Periodenerfolg dargestellt werden. Zusätzliche Offenlegungen betreffen konzernspezifische Sachverhalte, Angaben über die Aufgliederung der Nettoerlöse und die wichtigsten Bestandteile der Bilanzen der gekauften bzw. verkauften Organisationen. |
| FER 31 | Ergänzende Fachempfehlungen für kotierte Unternehmen Die Empfehlungen gelten für Einzel- oder konsolidierte Abschlüsse von kotierten Unternehmen. Es wird angestrebt, die Aussagekraft dieser Abschlüsse zu erhöhen. Dabei wird auf deren Besonderheiten im Sinne der öffentlichen Rechenschaftspflicht und der dadurch erhöhten Anforderungen an Transparenz sowie internationale Vergleichbarkeit eingegangen. Zusätzlich zur Fachempfehlung gelten das Rahmenkonzept und die weiteren Fachempfehlungen. Geregelt werden die Erstanwendung von Swiss GAAP FER, aktienbezogene Vergütungen, aufzugebende Geschäftsbereiche, Ergebnis je Beteiligungsrecht, Ertragssteuern, Verbindlichkeiten finanzieller Art, Segmentberichterstattung und Zwischenberichterstattung. |

### Branchenspezifische Swiss GAAP FER (Swiss GAAP FER 21, 26, 40 und 41)
| FER 21 | Rechnungslegung für gemeinnützige Nonprofit-Organisationen Mit dieser Fachempfehlung wird angestrebt, die Aussagekraft und Vergleichbarkeit der Berichterstattung von gemeinnützigen Nonprofit-Organisationen (Jahresrechnung sowie konsolidierte Rechnung) zu erhöhen. Der Besonderheit der fehlenden Gewinnstrebigkeit und der Mittelbeschaffung von gemeinnützigen Nonprofit-Organisationen wird Rechnung getragen, indem die Jahresrechnung / konsolidierte Rechnung durch eine Rechnung über die Veränderung des Kapitals und einen Leistungsbericht ergänzt wird. Als gemeinnützige Nonprofit-Organisationen im Sinne von Swiss GAAP FER 21 gelten ungeachtet der Rechtsform insbesondere Organisationen, die – gemeinnützige, insbesondere soziale Leistungen unabhängig von einem Anspruch für Aussenstehende und/oder einer Mitgliedschaft im Interesse der Allgemeinheit erbringen und – sich öffentlich an eine unbestimmte Zahl von Spendern wenden oder unentgeltliche Zuwendungen erhalten und/oder sich mehrheitlich mit Geldern der öffentlichen Hand finanzieren. Wichtiges Merkmal einer gemeinnützigen Nonprofit-Organisation im Sinne dieser Fachempfehlung ist daher, dass sich der Kreis der Leistungsempfänger vom Kreis der Leistungserbringer (Spender, Stifter, Mitglieder, Gönner, Mitarbeitende usw.) unterscheidet. |
| FER 26 | Rechnungslegung von Vorsorgeeinrichtungen Swiss GAAP FER 26 «Rechnungslegung von Vorsorgeeinrichtungen» regelt die Rechnungslegung von Vorsorgeeinrichtungen. Ein Abschluss nach Swiss GAAP FER 26 umfasst die Bilanz, die Betriebsrechnung und den Anhang. Eine solche Jahresrechnung deckt die gesetzlichen Vorschriften ab und erfordert keine zusätzliche Rechnung. In der Bilanz erfolgt die Bewertung zu den tatsächlichen Werten. Wertschwankungsreserven sind aufgrund der Langfristigkeit der Vorsorgezielsetzungen möglich. Die Fachempfehlung selbst enthält keine aktuariellen Bestimmungen, lässt für die Berechnung der Vorsorgekapitalien und der technischen Rückstellungen sowohl die statische als auch die dynamische Methode zu. Die Gliederung der Bilanz und der Betriebsrechnung ebenso wie die diesbezüglichen Bezeichnungen werden von Swiss GAAP FER 26 verbindlich vorgegeben. Im Anhang sind Angaben zu den Grundlagen, der Organisation, der versicherungstechnischen Risiken oder zur Vermögensanlage und dem Netto-Ergebnis offenzulegen. |
| FER 40 | Rechnungslegung für Versicherungsunternehmen Für die Rechnungslegung für Versicherungsunternehmen gelten in Ergänzung und teilweiser Abänderung der Fachempfehlungen die besonderen Vorschriften von Swiss GAAP FER 40. Als Versicherungsunternehmen im Sinne von Swiss GAAP FER 40 gelten insbesondere Versicherer, ungeachtet ihrer Rechtsform, die überwiegend Leistungen als Schaden-, Lebens- und Rückversicherer erbringen. Kapitalanlagen sind grundsätzlich mit ihrem Marktwert zu bilanzieren. Eine Bewertung zu historischen Werten ist im Rahmen eines dreistufigen Hierarchiemodells nur in Ausnahmefällen zulässig. In der Erfolgsrechnung wird zwischen dem Ergebnis aus operativer Tätigkeit und dem nicht-operativen beziehungsweise ausserordentlichen Ergebnis unterschieden. Aufgrund der versicherungstechnischen Rückstellungen ergeben sich Besonderheiten bezüglich der Geldflussrechnung. |
| FER 41 | Rechnungslegung für Gebäudeversicherer und Krankenversicherer Die besonderen Empfehlungen gelten für die Jahresrechnungen der Gebäude- und Krankenversicherer nach Art. 12 KVG. Zusätzlich gelten das Rahmenkonzept und die übrigen Fachempfehlungen (und Swiss GAAP FER 30 für Konzernrechnungen). Die Bestimmungen dieser Fachempfehlung gehen denjenigen der übrigen Fachempfehlungen vor. Es gilt der übergeordnete Grundsatz von Swiss GAAP FER, wonach die Jahresrechnung ein den tatsächlichen Verhältnissen entsprechendes Bild der Vermögens-, Finanz- und Ertragslage zu vermitteln hat. Es sind Rückstellungen für Risiken in den Kapitalanlagen sowie versicherungstechnische Schwankungs- und Sicherheitsrückstellungen erlaubt. |